# 前田通子
前田 通子（まえだ みちこ、1934年2月27日 - ）は、日本の女優、歌手である。本名：前田 好子。

## 経歴

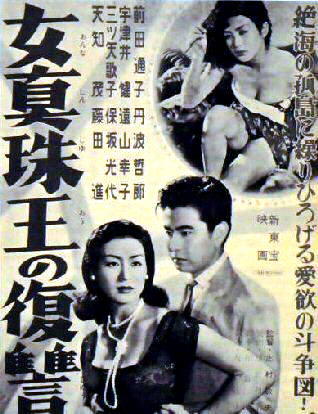
主演映画『女真珠王の復讐』（新東宝、1956年）ポスター

1934年（昭和9年）2月27日、大阪府に生まれる。
父が三越宮城支店に勤めていたこともあり、女学校を中退し三越に入社する。その美貌が評判になり、「赤い羽根」のPR映画に出演している。1955年（昭和30年）、新東宝にスカウトされ、『三等社員と女秘書』で純情社員（宇津井健）を相手に、当時としては大胆なベッドシーンで銀幕デビューする。1956年（昭和31年）、志村敏夫監督の映画『君ひとすじに』『女真珠王の復讐』で売り出す。初主演の『女真珠王の復讐』では後姿の全裸シーンが話題になり、大型グラマー女優として一躍スターダムへのし上がり、わずか2年の間に20本以上に主演し、新東宝の屋台骨を支えた。1957年（昭和32年）の映画『海女の戦慄』では主題歌も歌いヒットする。
1957年、映画『続若君漫遊記・金比羅利生剣』に町娘役で出演中、加戸野五郎監督にカメラが下からのぞく中、「2階の階段の上で裾をまくれ」と注文されるが、前田は拒絶した。押し問答の末、前田が新東宝の大蔵貢社長に直訴すると、「監督の指示に逆らった」（契約違反）として役を降ろされ、6ヶ月の謹慎と会社への損害賠償として100万円（当時）の支払いを命令される。前田は人権擁護局に訴え、主張が認められて新東宝から謝罪と30万円の慰謝料が彼女に支払われた。だが、「一女優になめられた」と怒り心頭に発した大蔵は五社協定を使い、映画界はおろかテレビ界にまで圧力をかけ、前田が女優の仕事を一切できないようにしたといわれる。
大蔵は1960年（昭和35年）に退陣、この年には前田はテレビ出演も行っている。1963年（昭和38年）、7年前の『女真珠王の復讐』が再上映されて改めてヒットし、有名になっていた台湾で2本の映画『女眞珠王之挑戰』『愁風愁雨割心腸』に主演する（どちらも日本未公開）。その後、全国各地のナイトクラブ、キャバレーで歌い、軍歌を得意としたため「軍歌の前田」と呼ばれた。
1972年（昭和47年）、日本テレビの帯ドラマ『渓流の女』に主演してカムバックする。しかし後が続かなかった。1973年（昭和48年）には東京12チャンネルのドラマ『出発進行』に助演した。
1999年（平成11年）、同じ新東宝にいた旧知の石井輝男監督作品の『地獄』で日本映画では「42年ぶりの映画出演」を果たし、話題になった。また、2005年（平成17年）まで、赤坂三丁目で「かえるの館」というバーを経営していた。
2010年（平成22年）7月28日、TBSラジオ『大沢悠里のゆうゆうワイド』に出演した。

## 人物・エピソード
映画会社新東宝女優として、「戦後のグラマー女優第1号」と呼ばれた。山本富士子並びに田宮二郎と共に映画会社の「五社協定」の最大の犠牲者としても知られる。
1957年の新東宝『海女の戦慄』では、前田の全裸シーンが呼び物となった。当時は全裸シーンはストリッパーなどの吹き替えが常識だったので、女優自身が演じたのは大きな話題となった。この映画の宣伝興行で、新聞記者を招待しての撮影会が開かれた。前田が全裸で向こう向きのポーズを作った際には、その美しさに見とれ、思わずカメラを落とした撮影班があったという。
新東宝追放のきっかけとなった『金比羅利生剣』（1957年）で、加戸野監督の指示を拒絶したいきさつは、前田が志村敏夫監督と関係があったためといわれ、これを聞いた大蔵貢社長は「お前は女優だと思っているのか。裸になるから使えるのに何を言うか。」と激怒、前田と志村監督を解雇している。この事件は「前田通子裾まくり事件」として映画界で語り継がれた。
助監督時代に前田にアプローチして関係のあった小林悟は、前田について「昔、すごくかわいい子だったですよ。どっかのお嬢さんみたいでした」「気は強いですよ、負けん気っていうかガンバリ屋で、結局、苦労してるからじゃあないですか。石井（輝男）さんにも彼女の方からアタックしたんじゃないですか、志村さんの場合も、そうだと思います」と1979年に『映画芸術』のインタビュー取材で述べているほか、「（前田は）五年位まえまで、ドサ回りしてて、そこのプロダクションの社長かなんかと結婚しました」と、その後の消息を語っている。
なお、池内淳子は三越勤務時代の同僚であった（池内は日本橋本店呉服売り場にいた）。雑誌のモデルを務めた後に新東宝へ入った池内と、同じ新東宝女優として再会したのは偶然のことだったという。

## 出演作品

### 映画
- 美女決闘（1955年） - 霊子
- 三等社員と女秘書（1955年） - 春江 ※デビュー作
- 君ひとすじに（1956年） - 大崎京子
- 黒猫館に消えた男（1956年） - リリー山野
- 大学の武勇伝（1956年） - 角田不二子
- 社長三等兵（1956年） - 芸者
- 駈出し社員とチャッチャ娘（1956年） - アケミ
- 続・君ひとすじに（1956年） - 大崎京子
- 女真珠王の復讐（1956年） - 香川夏岐
- 君ひとすじに 完結篇（1956年） - 大崎京子
- 新妻鏡（1956年） - 山中あき子
- 金語楼の天晴れ運転手物語（1956年） - 大下蝶子
- 軍神山本元帥と連合艦隊（1956年） - 河合千代
- 波止場の王者（1956年） - サリー
- 女競輪王（1956年） - 椎野美樹
- 海の三等兵（1957年） - 染太郎
- 関八州大利根の対決（1957年） - おふじ
- ドライ夫人と亭主関白（1957年） - 五橋通子
- 死刑囚の勝利（1957年） - 麻耶
- 剣聖 暁の三十六番斬り（1957年） - 渡辺みね
- 怒濤の兄弟（1957年） - 谷崎みどり
- 海女の戦慄（1957年） - 宮川ヨシ
- 地獄（1999年） - 閻魔大王（老婆）

### テレビドラマ
- 怪獣マリンコング（1960年、フジテレビ） - 支那服の女
- 山田風太郎忍法シリーズ 江戸忍法帖（1966年、MBS）- 葉月
- プレイガール （1972年、東京12チャンネル）
  - 第152話「女の寝技師」 - 九条冴子
  - 第169話「欺す女にだまされて」 - ママ
  - 第179話「恋は華麗な殺し屋」 - 通代
  - 第180話「女は土壇場で勝負する」 - 通代
- 刑事くん（1972年、TBS）
- 荒野の素浪人 第23話「砂塵! 狙われた辺境の宿」（1972年、NET、三船プロ）
- 特別機動捜査隊 第548話「影を追う女」（1972年、NET）
- 渓流の女（1973年、北日本放送）
- 仮面ライダーV3 第5・6話（1973年、毎日放送）
- 出発進行!（1973年、東京12チャンネル）

## インタビュー
- 『君美わしく―戦後日本映画女優讃』（川本三郎著、文春文庫） - 前田のロングインタビューを掲載
- 『新東宝 1947-1961 創造と冒険の15年間』（ダーティ後藤・編、ワイズ出版） - 1996年にインタビューしたものを収録